# Grande Prêmio da Austrália de 1992
Resultados do Grande Prêmio da Austrália de Fórmula 1 realizado em Adelaide em 8 de novembro de 1992. Décima sexta etapa do campeonato, foi vencido pelo austríaco Gerhard Berger, da McLaren-Honda, que subiu ao pódio ladeado por Michael Schumacher e Martin Brundle, pilotos da Benetton-Ford.

## Classificação da prova

### Treinos
| Pos.    | Nº | Piloto               | Construtor           | Q1       | Q2       | Dif.    |
| ------- | -- | -------------------- | -------------------- | -------- | -------- | ------- |
| 1       | 5  | Nigel Mansell        | Williams-Renault     | 1:13.732 | 1:15.133 | —       |
| 2       | 1  | Ayrton Senna         | McLaren-Honda        | 1:14.202 | 1:14.416 | + 0.470 |
| 3       | 6  | Riccardo Patrese     | Williams-Renault     | 1:14.370 | 1:15.895 | + 0.638 |
| 4       | 2  | Gerhard Berger       | McLaren-Honda        | 1:15.114 | 1:15.688 | + 1.382 |
| 5       | 19 | Michael Schumacher   | Benetton-Ford        | 1:15.210 | 1:16.613 | + 1.478 |
| 6       | 27 | Jean Alesi           | Ferrari              | 1:16.091 | 1:17.213 | + 2.359 |
| 7       | 4  | Andrea de Cesaris    | Tyrrell-Ilmor        | 1:16.440 | 1:17.333 | + 2.708 |
| 8       | 20 | Martin Brundle       | Benetton-Ford        | 1:16.562 | 1:17.674 | + 2.830 |
| 9       | 26 | Érik Comas           | Ligier-Renault       | 1:16.727 | 1:17.856 | + 2.995 |
| 10      | 11 | Mika Häkkinen        | Lotus-Ford           | 1:16.863 | 1:17.868 | + 3.131 |
| 11      | 9  | Michele Alboreto     | Footwork-Mugen/Honda | 1:16.937 | 1:17.621 | + 3.205 |
| 12      | 12 | Johnny Herbert       | Lotus-Ford           | 1:16.944 | 1:18.099 | + 3.212 |
| 13      | 3  | Olivier Grouillard   | Tyrrell-Ilmor        | 1:17.037 | 1:19.017 | + 3.305 |
| 14      | 22 | Pierluigi Martini    | Dallara-Ferrari      | 1:17.047 | 1:18.043 | + 3.315 |
| 15      | 32 | Stefano Modena       | Jordan-Yamaha        | 1:17.231 | 1:18.790 | + 3.499 |
| 16      | 24 | Gianni Morbidelli    | Minardi-Lamborghini  | 1:17.333 | 1:19.661 | + 3.601 |
| 17      | 23 | Christian Fittipaldi | Minardi-Lamborghini  | 1:17.367 | 1:19.441 | + 3.635 |
| 18      | 10 | Aguri Suzuki         | Footwork-Mugen/Honda | 1:17.409 | 1:19.589 | + 3.677 |
| 19      | 28 | Nicola Larini        | Ferrari              | 1:17.465 | 1:18.618 | + 3.733 |
| 20      | 33 | Maurício Gugelmin    | Jordan-Yamaha        | 1:17.805 | 1:19.735 | + 4.073 |
| 21      | 29 | Bertrand Gachot      | Venturi-Lamborghini  | 1:17.808 | 1:18.477 | + 4.076 |
| 22      | 25 | Thierry Boutsen      | Ligier-Renault       | 1:17.957 | 1:17.976 | + 4.225 |
| 23      | 17 | Emanuele Naspetti    | March-Ilmor          | 4:23.313 | 1:18.099 | + 4.367 |
| 24      | 21 | J. J. Lehto          | Dallara-Ferrari      | 1:18.565 | 1:18.891 | + 4.833 |
| 25      | 16 | Jan Lammers          | March-Ilmor          | 3:10.720 | 1:18.843 | + 5.111 |
| 26      | 30 | Ukyo Katayama        | Venturi-Lamborghini  | 1:18.862 | 1:20.306 | + 5.130 |
| Fontes: |    |                      |                      |          |          |         |

### Corrida
| Pos.    | Nº | Piloto               | Construtor           | Voltas | Tempo/Diferença        | Grid | Pontos |
| ------- | -- | -------------------- | -------------------- | ------ | ---------------------- | ---- | ------ |
| 1       | 2  | Gerhard Berger       | McLaren-Honda        | 81     | 1:46:54.786            | 4    | 10     |
| 2       | 19 | Michael Schumacher   | Benetton-Ford        | 81     | + 0.741                | 5    | 6      |
| 3       | 20 | Martin Brundle       | Benetton-Ford        | 81     | + 54.156               | 8    | 4      |
| 4       | 27 | Jean Alesi           | Ferrari              | 80     | + 1 volta              | 6    | 3      |
| 5       | 25 | Thierry Boutsen      | Ligier-Renault       | 80     | + 1 volta              | 22   | 2      |
| 6       | 32 | Stefano Modena       | Jordan-Yamaha        | 80     | + 1 volta              | 15   | 1      |
| 7       | 11 | Mika Häkkinen        | Lotus-Ford           | 80     | + 1 volta              | 10   |        |
| 8       | 10 | Aguri Suzuki         | Footwork-Mugen/Honda | 79     | + 2 voltas             | 18   |        |
| 9       | 23 | Christian Fittipaldi | Minardi-Lamborghini  | 79     | + 2 voltas             | 17   |        |
| 10      | 24 | Gianni Morbidelli    | Minardi-Lamborghini  | 79     | + 2 voltas             | 16   |        |
| 11      | 28 | Nicola Larini        | Ferrari              | 79     | + 2 voltas             | 19   |        |
| 12      | 16 | Jan Lammers          | March-Ilmor          | 78     | + 3 voltas             | 25   |        |
| 13      | 12 | Johnny Herbert       | Lotus-Ford           | 77     | + 4 voltas             | 12   |        |
| Ret     | 21 | J. J. Lehto          | Dallara-Ferrari      | 70     | Câmbio                 | 24   |        |
| Ret     | 17 | Emanuele Naspetti    | March-Ilmor          | 55     | Câmbio                 | 23   |        |
| Ret     | 29 | Bertrand Gachot      | Venturi-Lamborghini  | 51     | Sistema de combustível | 21   |        |
| Ret     | 6  | Riccardo Patrese     | Williams-Renault     | 50     | Motor                  | 3    |        |
| Ret     | 30 | Ukyo Katayama        | Venturi-Lamborghini  | 35     | Diferencial            | 26   |        |
| Ret     | 4  | Andrea de Cesaris    | Tyrrell-Ilmor        | 29     | Motor                  | 7    |        |
| Ret     | 5  | Nigel Mansell        | Williams-Renault     | 18     | Batida                 | 1    |        |
| Ret     | 1  | Ayrton Senna         | McLaren-Honda        | 18     | Batida                 | 2    |        |
| Ret     | 33 | Maurício Gugelmin    | Jordan-Yamaha        | 7      | Spun-off               | 20   |        |
| Ret     | 26 | Erik Comas           | Ligier-Renault       | 4      | Motor                  | 9    |        |
| Ret     | 9  | Michele Alboreto     | Footwork-Mugen/Honda | 0      | Motor                  | 11   |        |
| Ret     | 22 | Pierluigi Martini    | Dallara-Ferrari      | 0      | Acidente               | 14   |        |
| Ret     | 3  | Olivier Grouillard   | Tyrrell-Ilmor        | 0      | Acidente               | 13   |        |
| Fontes: |    |                      |                      |        |                        |      |        |

## Tabela do campeonato após a corrida
| Pos.    | Piloto             | Pontos |
| ------- | ------------------ | ------ |
| 1       | Nigel Mansell      | 108    |
| 2       | Riccardo Patrese   | 56     |
| 3       | Michael Schumacher | 53     |
| 4       | Ayrton Senna       | 50     |
| 5       | Gerhard Berger     | 49     |
| Fontes: |                    |        |

| Pos.    | Construtor       | Pontos |
| ------- | ---------------- | ------ |
| 1       | Williams-Renault | 164    |
| 2       | McLaren-Honda    | 99     |
| 2       | Benetton-Ford    | 91     |
| 4       | Ferrari          | 21     |
| 5       | Lotus-Ford       | 13     |
| Fontes: |                  |        |

- Nota: Somente as primeiras cinco posições estão listadas e os campeões da temporada surgem grafados em negrito.